# Nipponatys tumidus
Nipponatys tumidus is een slakkensoort uit de familie van de Haminoeidae. De wetenschappelijke naam van de soort is voor het eerst geldig gepubliceerd in 1978 door Burn.